# Paweł Bartosz Olszewski

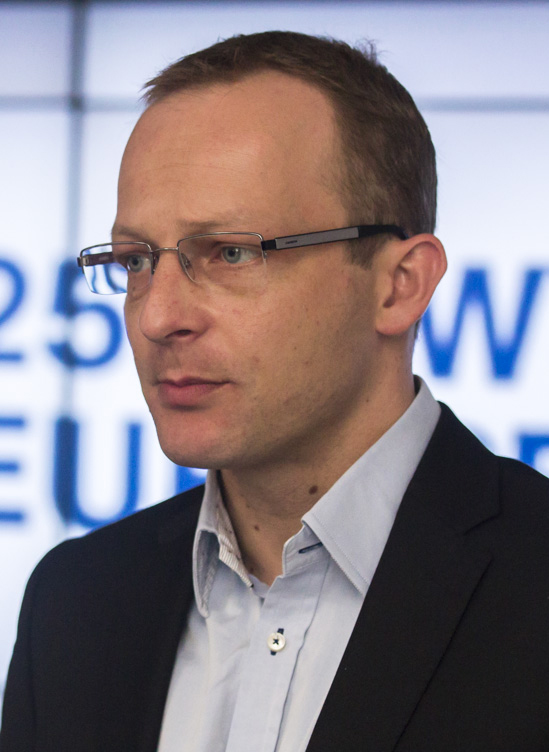
Paweł Olszewski (2014)

Paweł Bartosz Olszewski (* 11. Dezember 1979 in Bydgoszcz) ist ein polnischer Politiker der Platforma Obywatelska (Bürgerplattform).

## Leben
Von 1994 bis 1998 besuchte Paweł Olszewski das 1. allgemeinbildende Gymnasium Cyprian Kamil Norwid. Anschließend studierte er an der Adam-Mickiewicz-Universität Posen Management und Marketing. Sein Studium schloss Olszewski 2003 mit einem Magister ab. 2003 bis 2004 war er Exportmanager einer Möbelfabrik der Schieder Möbel Holding in Bydgoszcz. Im Juli 2004 wechselte er als Finanzdirektor und Prokurist zur Skraw-Mech Sp. z o.o.
Er ist der Sohn von Wiesław Cezary Olszewski, der als Mitglied des Sojusz Lewicy Demokratycznej (Bund der Demokratischen Linken) Wojewode der Wojewodschaft Bydgoszcz war.

## Politische Laufbahn
2001 trat Paweł Olszewski in die Bürgerplattform ein. 2002 bis 2003 war er  Vorstandsmitglied der Młodzi Demokraci (Junge Demokraten), der Jugendorganisation der Bürgerplattform, und regionaler Vorsitzender für die Region Kujawien-Pommern. 2002 bis 2005 war Olszewski Mitglied des Stadtrates von Bydgoszcz. Bei den Parlamentswahlen 2005 konnte er ein Mandat für den Sejm erringen. 2006 wurde er Vorsitzender der Bürgerplattform in Bydgoszcz. und konnte im darauffolgenden Jahr bei den vorgezogenen Wahlen seinen Parlamentssitz verteidigen. Auch bei den Wahlen 2011 konnte er mit 9.257 Stimmen wieder ein Parlamentsmandat erlangen.